# Pierre Manent
Pour les articles homonymes, voir Manent.
Pierre Manent, né le 6 mai 1949 à Toulouse, est un philosophe français.
Normalien, agrégé de philosophie (1971), spécialisé en philosophie politique, il est d'abord l'assistant de Raymond Aron au Collège de France.
Il a longtemps été directeur d'études à l'École des hautes études en sciences sociales (EHESS) et développe une œuvre philosophique dense, principalement influencée par les pensées thomiste et straussienne et la politique libérale.
Attachée à la démocratie libérale, sa philosophie est considérée comme un élément central de la redécouverte des libéraux français (dont Tocqueville) qui intègre également une critique d'ampleur de la logique des droits de l'homme et de la tentation de la dépolitisation des régimes contemporains[pas clair].

## Biographie

### Jeunesse et études
Pierre Manent naît à Toulouse dans une famille communiste. Son père est professeur de l'enseignement technique.
Il effectue ses études secondaires à Toulouse. Il fait une hypokhâgne au lycée Pierre-de-Fermat, où il suit l'enseignement de Louis Jugnet, qui participe à sa conversion au catholicisme. Il est admis à l'École normale supérieure de la rue d'Ulm en 1968, voie littéraire. Il est agrégé de philosophie en 1971.

### Enseignement et recherche
Il enseigne à l'Institut d'études politiques de Paris.
Assistant auprès de Raymond Aron au Collège de France, il participe à la création de la revue Commentaire en 1978 et fait toujours partie du comité de rédaction.
Il est à partir de 1992 directeur d'études à l'EHESS.
Il participe au séminaire de François Furet, qui constitue la base de la création du Centre d'études sociologiques et politiques Raymond Aron, où il est aujourd'hui directeur d'études. Il y croise notamment Claude Lefort, Cornelius Castoriadis, Pierre Rosanvallon, Marcel Gauchet ou encore Vincent Descombes,.
Au début des années 2000, il est critiqué par Daniel Lindenberg dans son pamphlet controversé Le Rappel à l'ordre : enquête sur les nouveaux réactionnaires. Par la suite, Lindenberg reconnaît avoir commis une erreur en incluant Manent dans son essai.

### Distinctions
En 2002, il reçoit le prix Victor-Delbos de l'Académie des sciences morales et politiques pour son ouvrage Cours familier de philosophie politique.
Le 23 juin 2016, l'Académie française lui décerne le prix du cardinal Lustiger pour l'ensemble de son œuvre.

## Apports
L'essentiel de sa réflexion politique se structure autour de deux questions fondamentales. D'abord, son travail tente de retracer la genèse de la pensée politique moderne. Manent a contribué, dans le cadre du centre Raymond Aron, à un mouvement de redécouverte des grands textes libéraux français (Benjamin Constant, François Guizot et surtout Alexis de Tocqueville).
Après cette interrogation sur la politique, Manent entreprend de comprendre ce qu'est devenu l'homme, ou plutôt de comprendre la disparition de la question de l'homme à l'intérieur de la philosophie moderne et de penser philosophiquement le rapport entre les sciences sociales et la philosophie politique. Influencé à la fois par Aristote, Raymond Aron et Leo Strauss, il tente de faire valoir l'importance de la vie politique dans l'expérience humaine.
Dans son ouvrage La Raison des nations, Manent livre ses réflexions sur la construction européenne et l'avenir de la nation, après le rejet français lors du référendum sur l'adoption d'un traité établissant une Constitution pour l'Europe.
Il a enseigné pendant plusieurs années à l'EHESS le séminaire « La Question des formes politiques », au cours duquel il a étudié les formes de la philosophie politique en Grèce antique, dans la Rome républicaine et impériale et les transformations dues au christianisme (avec l'apport de saint Augustin), ainsi que les problématiques modernes introduites dans les représentations modernes de la vie politique par Machiavel, Montesquieu et Rousseau. Parmi ses étudiants Guillaume de Thieulloy, Émile Perreau-Saussine et Guillaume Barrera.
Pierre Manent est revenu sur sa biographie et son parcours intellectuel dans un livre d'entretiens, Le Regard politique, publié en 2010,.

## Prises de positions

### Cristallisation communautaire et contrat social
S'interrogeant en 2015 sur la place des citoyens musulmans dans la société française, il avance que « la cristallisation communautaire se confirme plutôt qu’elle ne tend à disparaître. » Il propose un contrat social qui permettrait à ceux-ci de conserver leurs mœurs en échange de quoi ils devraient accepter « une totale liberté de critique et de pensée relative à [leur] religion. »
Pour Gilles Kepel, « dans l'absolu, le raisonnement se tient mais ce n'est guère crédible. » Un clergé musulman partenaire du « deal » n'existe pas. « Le livre de Pierre Manent pèche par méconnaissance du terrain. » Dans Philosophie magazine, Martin Legros affirme en revanche que le livre de Manent a le mérite de rebattre les cartes du problème.
Le 5 décembre 2024, dans le Club du Figaro, il réfute l'idée selon laquelle les « musulmans deviendront des individus comme nous » car « l'individualisation n'est pas au rendez-vous dans le monde musulman » et ajoute : « Il faut quand même regarder les masses, les forces, et se rendre compte que la pression est telle que nous devons prendre des décisions concernant, je le dis brutalement, le nombre de musulmans qui sont en Europe »,,.

### Liberté intellectuelle
En 2022, il déclare :

« Je n'ai jamais vu aussi peu de liberté intellectuelle qu'à notre époque. Avant, certes, le communisme régnait dans l'université, mais le pouvoir était à droite. Aujourd'hui, toutes les institutions, les universités, les médias d'État sont en proie à la même idéologie progressiste. L'opinion dominante n'a plus d'ennemis. Nous n'existons que comme quelque chose qui doit disparaître. Un homme de droite des années 1960 recevait plus de respect de la part des communistes que de la part des progressistes libéraux d'aujourd'hui. »

Jugeant a posteriori sa carrière à l'EHESS, il considère qu'il « ne sai[t] pas [s'il] pourrai[t] y entrer aujourd'hui. »

## Publications

### Ouvrages
- Naissances de la politique moderne : Machiavel, Hobbes, Rousseau, Paris, Payot, 1977, 209 p. (ISBN 978-2-228-90237-3)[21].Réédition chez Gallimard, coll. « Tel » (no 352), Paris, novembre 2007, 294 p.,  (ISBN 978-2-07-078646-6), [présentation en ligne].
- Tocqueville et la nature de la démocratie, Paris, Éditions Julliard, coll. « Commentaire », 1982, 181 p. (ISBN 978-2-221-30306-1)[22].Réédition chez Fayard, coll. « L'esprit de la cité », Paris, février 1993, 182 p.,  (ISBN 978-2-213-03036-4), [présentation en ligne].Réédition chez Gallimard, coll. « Tel » (no 341), Paris, octobre 2006, 196 p.,  (ISBN 978-2-07-078121-8), [présentation en ligne].
- Pierre Manent (dir.), Les Libéraux, vol. 1, Paris, Hachette Littérature, coll. « Pluriel », 1986, 378 p. (ISBN 978-2-01-010846-4)
Pierre Manent (dir.), Les Libéraux, vol. 2, Paris, Hachette Littérature, coll. « Pluriel », 1986, 520 p. (ISBN 978-2-01-012557-7)[23].Réédition en 1 seul volume chez Gallimard, coll. « Tel », (no 315), Paris, novembre 2001, 896 p.,  (ISBN 978-2-07-076341-2), [présentation en ligne].
- Histoire intellectuelle du libéralisme : Dix leçons, Paris, Calmann-Lévy, coll. « Les libertés de l'esprit », 1987 (réimpr. 1994), 256 p. (ISBN 978-2-7021-1557-2, présentation en ligne).Réédition chez Hachette Littérature, coll. « Pluriel », Paris, 1988,  (ISBN 978-2-01-013638-2), 1997,  (ISBN 978-2-01-278865-7).Réédition chez Fayard, coll. « Pluriel », Paris, 2012, (réimpr. 2017), 250 p.,  (ISBN 978-2-8185-0276-1).
- La Cité de l'homme, Paris, Fayard, coll. « L'esprit de la cité », janvier 1994, 304 p. (ISBN 978-2-213-03163-7, présentation en ligne).Réédition chez Flammarion, coll. « Champs », Paris, novembre 1998, 295 p.,  (ISBN 978-2-08-081378-7).[24]Réimpression en mars 2012, coll. « Champs. Essais », Paris, 304 p.,  (ISBN 978-2-08-127933-9), [présentation en ligne].
- (en) Modern Liberty and Its Discontent  (trad. Daniel J. Mahoney et Paul Seaton), Lanham, MD, Rowman & Littlefield, août 1998, 248 p. (ISBN 978-0-8476-9087-9, présentation en ligne).Disponible aussi en poche, juillet 1998,  (ISBN 978-0-8476-9088-6).
- Cours familier de philosophie politique, Paris, Fayard, coll. « L'Esprit de la cité », novembre 2001, 348 p. (ISBN 978-2-213-61102-0, présentation en ligne), Prix Victor-Delbos, 2002.Réédition chez Gallimard, coll. « Tel » (no 332), Paris, septembre 2004, 352 p.,  (ISBN 978-2-07-076728-1), [présentation en ligne].
- Albert Jacquard, Pierre Manent et Alain Renaut, Une éducation sans autorité ni sanction ?, Paris, Grasset, février 2003, 96 p. (ISBN 978-2-246-64639-6, présentation en ligne).
- La Raison des nations : Réflexions sur la démocratie en Europe, Paris, Gallimard, coll. « L’Esprit de la cité », mars 2006, 112 p. (ISBN 978-2-07-077734-1, présentation en ligne).
- Mona Ozouf et Pierre Manent, « Le pouvoir du roman », dans Alain Finkielkraut (dir.), Ce que peut la littérature, Paris, Stock, octobre 2006, 312 p. (ISBN 978-2-234-05914-6, présentation en ligne).
- Enquête sur la démocratie : Études de philosophie politique, Paris, Gallimard, coll. « Tel » (no 351), novembre 2007, 476 p. (ISBN 978-2-07-078569-8, présentation en ligne).Recueil de nombreux articles.
- Le Regard politique : Entretiens avec Bénédicte Delorme-Montini, Paris, Flammarion, septembre 2010, 272 p. (ISBN 978-2-08-123749-0, présentation en ligne).
- Les Métamorphoses de la cité : Essai sur la dynamique de l'Occident, Paris, Flammarion, septembre 2010, 432 p. (ISBN 978-2-08-123750-6, présentation en ligne).En poche chez Flammarion, coll. « Champs. Essais » (no 1052), Paris, octobre 2012, 432 p.,  (ISBN 978-2-08-127092-3), [présentation en ligne].
- Montaigne : la vie sans loi, Paris, Flammarion, mars 2014, 372 p. (ISBN 978-2-08-127042-8, présentation en ligne).En poche chez Flammarion, coll. « Champs. Essais », Paris, janvier 2021, 368 p.,  (ISBN 978-2-08-020546-9), [présentation en ligne].
- Situation de la France, Paris, Desclée de Brouwer, octobre 2015, 176 p. (ISBN 978-2-220-07711-6, présentation en ligne).
- La loi naturelle et les droits de l'homme : Essai de philosophie pratique, Paris, PUF, coll. « Chaire Étienne Gilson », mars 2018, 272 p. (ISBN 978-2-13-078753-2, présentation en ligne).Réédition chez PUF, coll. « Quadrige », Paris, mars 2020, 144 p.,  (ISBN 978-2-13-082490-9), [présentation en ligne].
- Pascal et la Proposition chrétienne, Paris, Grasset, octobre 2022, 432 p. (ISBN 978-2-246-83236-2, présentation en ligne).

### Traduction
- Allan Bloom, L'Amour et l'amitié, Paris, de Fallois, 1996 ; rééd. Paris, Librairie générale française, coll. « Le Livre de Poche », 2003

#### Articles
- Emmanuel Fournier, « Pierre Manent découvre l'Occident », L'Histoire, no 360, p. 18-19, janvier 2011 (lien)
- « Pierre Manent, grammairien de l’action », Le Monde.fr,‎ 26 mars 2018 (lire en ligne, consulté le 17 octobre 2018)
- Compte-rendu par Blaise Bachofen de l'ouvrage Les Métamorphoses de la Cité, sur le site de La Vie des idées
- Compte rendu par Tanguy Wuillème, « Pierre Manent, Les Métamorphoses de la Cité. Essai sur la dynamique de l’Occident », dans la revue Questions de communication, 19 - 2011
- Daniel Tanguay, « Pierre Manent et la question de l'homme », Politique et Sociétés, 22 (3), pages 71–98, 2003.
- « Pierre Manent : « La construction européenne a cru vivre selon la justice en oubliant la force ». », Le Figaro,‎ 3 mars 2025 (lire en ligne, consulté le 4 mars 2025)

### Vidéo
- « Pierre Manent : Penser le politique », 7 conversations philiosophiques, KTO (2019)
- Pierre Manent - Entretien (Pascal et la proposition chrétienne) dans "Répliques" avec Alain Finkielkraut sur France culture (2022).